# Нойнхаузен
Нойнхаузен (люкс. Néngsen, фр. Neunhausen) — коммуна в Люксембурге, располагается в округе Дикирх. Коммуна Нойнхаузен является частью кантона Вильц. В коммуне находится одноимённый населённый пункт.
Население составляет 320 человек (на 2008 год), в коммуне располагаются 156 домашних хозяйств. Занимает площадь 11,85 км² (по занимаемой площади 101 место из 116 коммун). Наивысшая точка коммуны над уровнем моря составляет 505 м. (24 место из 116 коммун), наименьшая 319 м. (110 место из 116 коммун).

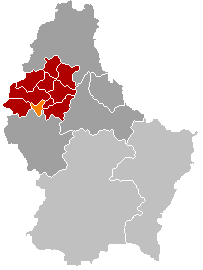
Оранжевый цвет - коммуна Нойнхаузен, красный - кантон Вильц.